# Liên đoàn bóng đá Guinea Xích Đạo
Liên đoàn bóng đá Guinea Xích Đạo (tiếng Tây Ban Nha: Federación Ecuatoguineana de Fútbol) là tổ chức quản lý, điều hành các hoạt động bóng đá ở Guinea Xích Đạo. Liên đoàn quản lý đội tuyển bóng đá quốc gia nam và nữ, tổ chức các giải bóng đá như vô địch quốc gia và cúp quốc gia. Liên đoàn bóng đá Guinea Xích Đạo gia nhập FIFA và CAF cùng năm 1986.